# Большой зайцегуб
Мексиканская рыбоядная летучая мышь, или большой рыболов, или большой зайцегуб (лат. Noctilio leporinus), — вид млекопитающих семейства зайцегубых, обитающий в Латинской Америке. Животное применяет эхолокацию для обнаружения волн, создаваемых рыбой, на которую охотится, а затем хватает и удерживает её, используя мешочек между лапами и острые когти. Его не следует путать с малым зайцегубом, который хоть и принадлежит к тому же роду, ловит водных насекомых, таких как водомерки и водяные жуки.
Большой зайцегуб издаёт эхолокационные звуки через рот, подобно евразийской водяной ночнице (лат. Myotis daubentonii), но отличие состоит в том, что они содержат длинную постоянную частотную часть около 55 кГц — это необычно высокая частота для такой крупной летучей мыши.